# Ploemel
Ploemel ist eine französische Gemeinde mit 3109 Einwohnern (Stand 1. Januar 2022) im Département Morbihan in der Region Bretagne.

## Geographie
Die Gemeinde liegt im Südwesten des Départements zwischen den Agglomerationen von Lorient und Vannes, ca. fünf Kilometer westlich der Stadt Auray.
Ploemel grenzt im Nordwesten und Norden an die Gemeinde Locoal-Mendon, im Nordosten an Brech, im Osten an Crach, im Süden an Carnac sowie im Westen an Erdeven.

## Geschichte
Aus prähistorischer Zeit finden sich in der Gemeinde mehrere Dolmen. Auf keltische und römische Besiedlung folgen ab dem 7. Jahrhundert n. Chr. die Bretonen.
Der Ortsname Ploemel findet sich ab dem 14. Jahrhundert in unterschiedlichen Schreibweisen und wird abgeleitet aus dem bretonischen Wort Plu für Gemeinde und dem Namen Emel.
Im Jahr 1790 wurde Ploemel zur Gemeinde.

## Bevölkerungsentwicklung
| Jahr                       | 1962 | 1968 | 1975 | 1982 | 1990 | 1999 | 2009 | 2019 |
| Einwohner                  | 1512 | 1378 | 1396 | 1640 | 1892 | 2047 | 2508 | 2988 |
| Quellen: Cassini und INSEE |      |      |      |      |      |      |      |      |

## Sehenswürdigkeiten
- Kirche Saint-André (1835–1847)
- Kapelle Locmaria Ploemel
- Kapelle Notre-Dame-de-Recouvrance
- Kapelle Saint-Cado
- Kapelle Saint-Laurent
- Kapelle Saint-Méen
- Dolmen von Mané-Bogad

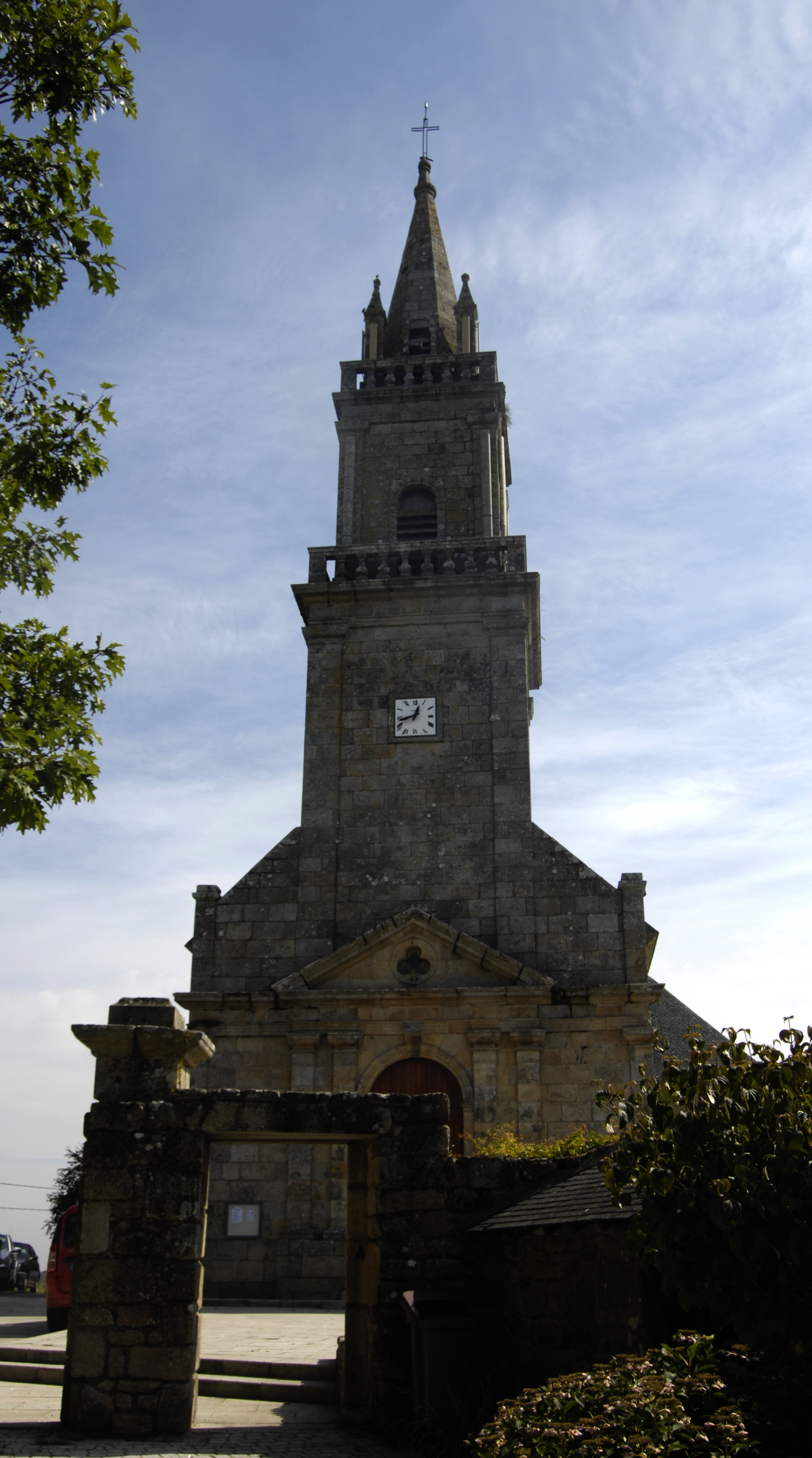
Kirche Saint-André
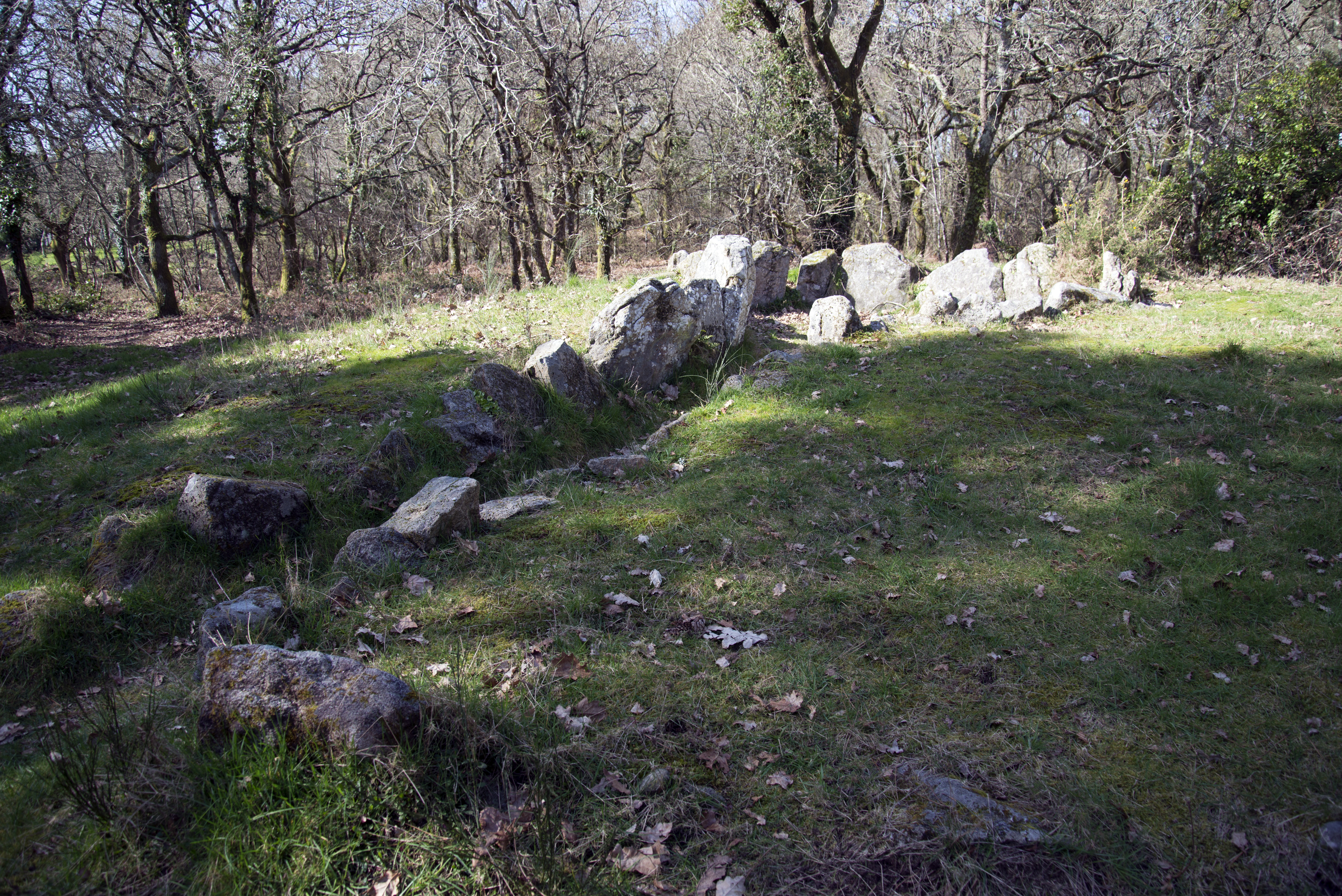
Dolmen von Mané-Bogad
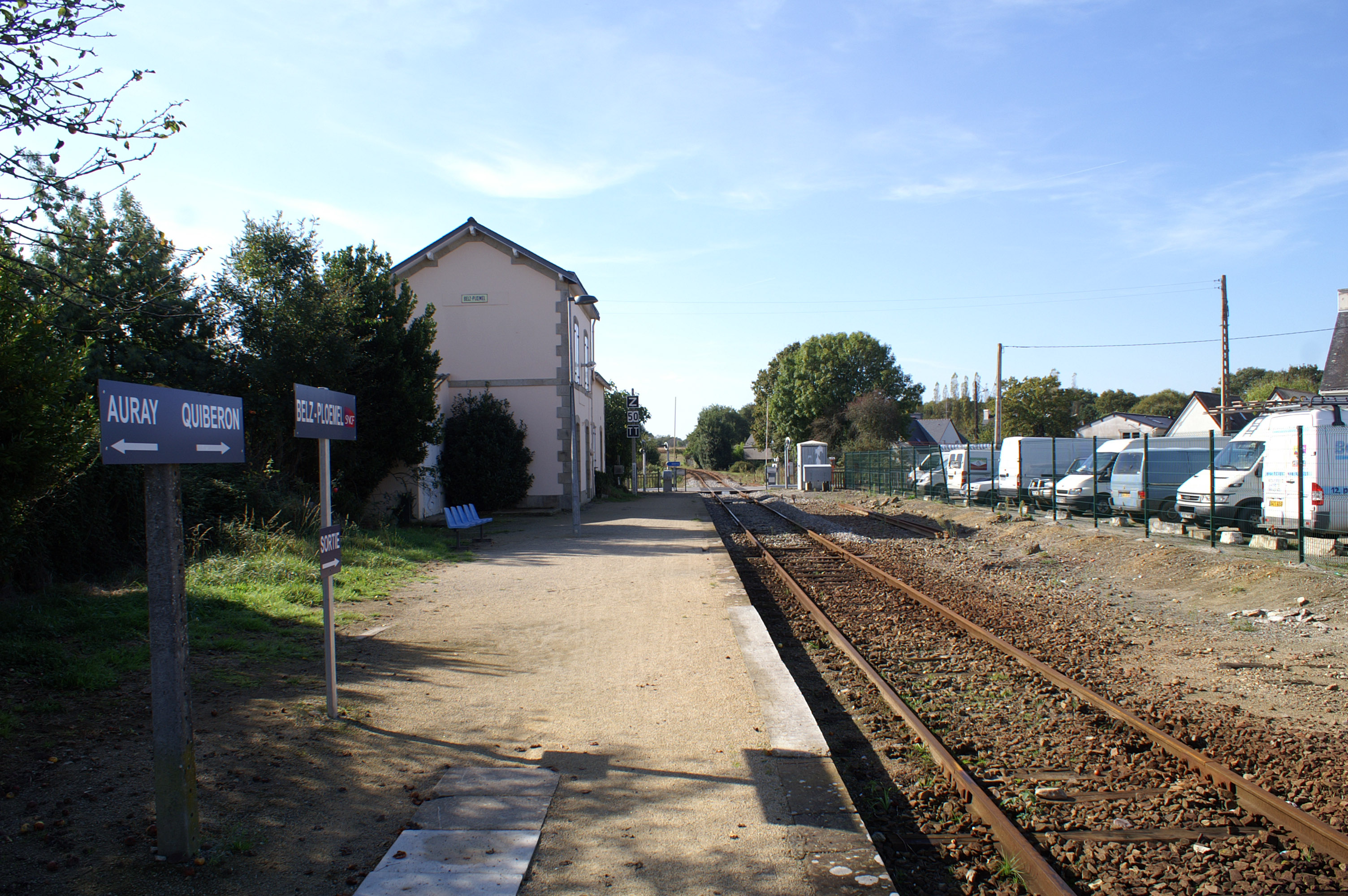
Bahnhof Belz-Ploemel

## Wirtschaft und Infrastruktur
Die Gemeinde unterhält den kleinen Erholungspark Mané Bogad.
Die D22 durchquert den nördlichen Gemeindeteil von Auray im Osten nach Belz im Westen. Von der D22 zweigt im Osten der Gemeinde die D105 ab, die den südlich gelegenen Ort Ploemel aus Richtung Auray anbindet und weiter westlich nach Erdeven führt. Die D119 bildet die Nord-Süd-Verbindung von Locoal-Mendon nach Carnac und kreuzt die D105 im Ort Ploemel. Die D186 erreicht das Gemeindezentrum von Belz aus Nordwesten und führt weiter Richtung Südosten nach La Trinité-sur-Mer.
Den Südosten der Gemeinde streift die vielbefahrene D768 von Auray nach Quiberon.
Busverbindungen (montags bis samstags) bestehen nach Auray und Belz – Lorient.  Der nächste Bahnhof mit Fernverkehrsanschluss liegt in Auray, nächstgelegener Flughafen ist Lorient Bretagne Sud.
Ploemel liegt an der Bahnstrecke Auray–Quiberon, die im Personenverkehr nur in der Sommersaison unter dem Namen Tire-bouchon von der TER Bretagne befahren wird. Der im Ortszentrum von Ploemel gelegene Bahnhof Belz-Ploemel wird dann in den Monaten Juli und August täglich und ganztägig bedient (Stand: Sommer 2013).

## Persönlichkeiten
- Joseph Madec (1923–2013), Bischof